# Euxoa malis
Euxoa malis là một loài bướm đêm trong họ Noctuidae.